# Arogno
Arogno (lmo. Rögn) – miejscowość i gmina w południowej Szwajcarii, w kantonie Ticino, w okręgu (distretto) Lugano, w powiecie (circolo) Ceresio. 

## Demografia
W Arogno mieszka 968 osób. W 2021 roku 11,5% populacji gminy stanowiły osoby urodzone poza Szwajcarią. 